# رأسمالية متأخرة
الرأسمالية المتأخرة، أو رأسمالية المرحلة المتأخرة، هو مصطلح استخدم لأول مرة في الطباعة من قبل الاقتصادي الألماني فيرنر سومبارت في مطلع القرن العشرين. في أواخر عام 2010، بدأ استخدام المصطلح في الولايات المتحدة وكندا للإشارة إلى السخافات والتناقضات والأزمات والظلم وعدم المساواة الناتجة عن تطوير الأعمال الحديثة.
تشير الرأسمالية المتأخرة إلى الحقبة التاريخية منذ عام 1940، متضمنةً التوسع الاقتصادي الذي أعقب الحرب العالمية الثانية، الذي أطلق عليه «العصر الذهبي للرأسمالية». كان التعبير موجودًا بالفعل لفترة طويلة في أوروبا القارية، قبل أن يكتسب شعبية في العالم الناطق باللغة الإنجليزية بفضل الترجمة الإنجليزية لكتاب إرنست ماندل بعنوان: «الرأسمالية المتأخرة»، الذي نُشر عام 1975.
تُرجمت النسخة الألمانية الأصلية من عمل ماندل إلى «محاولة تفسير»، ما يعني أن ماندل حاول تقديم تفسير ماركسي أرثوذكسي لعصر ما بعد الحرب حسب نظرية ماركس عن نمط الإنتاج الرأسمالي، فقد اقترح ماندل أن تغييرات نوعية مهمة حدثت داخل النظام الرأسمالي في أثناء وبعد الحرب العالمية الثانية، وأن هنالك حدودًا للتطور الرأسمالي.

## تاريخ المصطلح
مصطلح «الرأسمالية المتأخرة» استخدم لأول مرة من قبل فيرنر سومبارت في كتابه الرائع (Der Moderne Kapitalismus) الذي نُشر من 1902 حتى 1927، والكتابات اللاحقة. قسّم سومبارت الرأسمالية إلى مراحل مختلفة:
1. المجتمع الرأسمالي البدائي، منذ أوائل العصور الوسطى حتى 1500 بعد الميلاد.
2. الرأسمالية المبكرة (1500-1800).
3. ذروة الرأسمالية (Hochkapitalismus)، منذ 1800 إلى الحرب العالمية الأولى.
4. الرأسمالية المتأخرة منذ ذلك الحين.

لم يُترجم عمل سومبارت إلى اللغة الإنجليزية أبدًا، ولكن المؤرخين يشيرون أحيانًا إلى المجتمع البرجوازي المتأخر نقيضًا للمجتمع البرجوازي المبكر في القرنين السابع عشر والثامن عشر، أو المجتمع البرجوازي الكلاسيكي في القرن التاسع عشر وأوائل القرن العشرين.
أعلن فلاديمير لينين أنه لا توجد «حالات ميؤوس منها على الإطلاق» للرأسمالية. وصرحت المنظمة العالمية الشيوعية أنه مع الحرب العالمية الأولى، انفتحت حقبة عالمية جديدة من الحروب والثورات، وعرفت رأسمالية احتكار الدولة بأنها المرحلة الأعلى والأخيرة من الرأسمالية.
استخدم الاشتراكيون في أوروبا القارية مصطلح الرأسمالية المتأخرة في نهاية الثلاثينيات وفي الأربعينيات، عندما اعتقد العديد من الاقتصاديين أن الرأسمالية محكوم عليها بالفناء. في نهاية الحرب العالمية الثانية، اعتقد العديد من الاقتصاديين -ومنهم جوزيف شومبيتر وبول صامويلسون- أن نهاية الرأسمالية قد تكون قريبة، لأن المشاكل الاقتصادية قد تكون مستعصية على الحل.
استخدمَ المصطلح في الستينيات في ألمانيا والنمسا، من قبل الماركسيين الغربيين الذين كتبوا في تقليد مدرسة فرانكفورت والماركسية النمساوية. أشاع ليو ميشيلسن وأندريه غورز مصطلح «الرأسمالية الجديدة» في فرنسا وبلجيكا، مع تحليلات جديدة لرأسمالية ما بعد الحرب الجديدة، وقد فضل جاك دريدا الرأسمالية الجديدة على الرأسمالية اللاحقة أو المتأخرة، في حين فضل تيودور أدورنو الرأسمالية المتأخرة على المجتمع الصناعي، الذي كان موضوع المؤتمر السادس عشر لعلماء الاجتماع الألمان عام 1968. في عام 1971، نشر ليو كوفلر كتابًا بعنوان (العقلانية التكنولوجية في أواخر الرأسمالية - Technologische Rationalität im Spätkapitalismus). ونشر كلاوس أوف مقاله (الرأسمالية المتأخرة: محاولة لتعريف مفاهيمي – (Spätkapitalismus: Versuch einer Begriffsbestimmung في عام 1972. وفي عام 1973، نشر يورغن هابرماس كتابه (مشاكل الشرعية في أواخر الرأسمالية -  Legitimationsprobleme im Spätkapitalismus). وفي عام 1975، نشر إرنست ماندل أطروحة الدكتوراه عن الرأسمالية المتأخرة باللغة الإنجليزية في  (New Left Books). وأيضًا قبِل هربرت ماركوز هذا المصطلح.
اعتقد إيمانويل والرشتاين أن نظامًا عالميًا آخر سيستبدل الرأسمالية، واعتقد الناقد الأدبي والمنظر الثقافي الأمريكي فريدريك جيمسون أن مصطلح رودولف هيلفردينغ قد يكون أحدث مرحلة من الرأسمالية (jüngster Kapitalismus) أكثر حكمة وأقل نبوءة، ولكن جيمسون غالبًا ما استخدم «الرأسمالية المتأخرة» في كتاباته. أعاد كوجيف إحياء موضوع هيجل «نهاية التاريخ» في مقدمة قراءة هيجل. ناقش فرانسيس فوكوياما «نهاية التاريخ» بمعنى أن الديمقراطية الليبرالية هي الشكل النهائي للمجتمع، الذي لا يمكن أن يتفوق عليه أي شيء أعلى منه، لأنه لا يوجد ولا يمكن أن يوجد أي شيء أفضل منه. في الاستخدام الحديث، غالبًا تشير الرأسمالية المتأخرة إلى مزيج جديد من التطورات عالية التقنية، وتركيز رأس المال المالي (المضارب)، وما بعد الفوردية، وتزايد عدم المساواة في الدخل.